# 가루다 인도네시아 항공 152편 추락 사고
가루다 인도네시아 항공 152편 추락 사고는 1997년 9월 26일에 메단에서 발생한 항공 사고이다. 항공관제사가 지시를 잘못 내린 것이 원인으로 밝혀졌다.

## 개요
1997년 9월 26일, 가루다 인도네시아 항공 152편은 인도네시아의 자카르타에서 출발하여 메단으로 가는 정기 항공편으로 운행되고 있었다.
착륙을 위해 하강할 때 문제 없이 메단의 관제탑에서 메단 · 폴로니아 공항의 05번 활주로 진입을 허가했다. 메단에서는 얼마 전부터 산불 연기로 시야가 악화되고 있었기 때문에 조종사는 관제사 유도를 요청했다. 152편은 3,000피트(910m) 하강한 곳에 방위 240도로 왼쪽 선회하도록 지시를 받아 13시 28분 방위 215도로 왼쪽 선회를 계속하면서 2,000피트(610m) 하강하도록 지시했다. 13시 30분에 관제사는 방위 040도로 오른쪽 선회하도록 지시를 내렸다. 그러나 13시 34분, 152편은 메단 · 폴로니아 공항에서 32km 남쪽에 있는 높이 1,500피트(460m) 삼림 지대에 우익을 낮춘 상태에서 추락해 234명의 승객(222명의 승객과 12명의 승무원)이 사망했다.

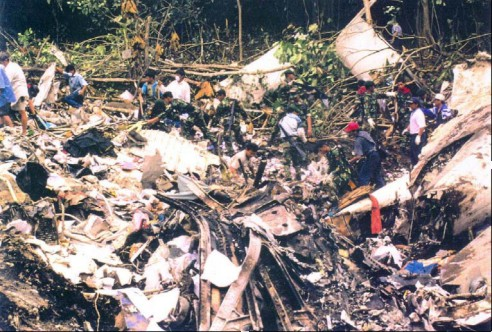
추락 후 기체의 모습

## 원인
사고 원인은 관제사가 152편에 오른쪽 선회가 아니라 왼쪽 선회하도록 잘못 지시한 것과 그 때 조종사가 지시된 2,000피트 이하로 강하한 것이었다.

## 보이스 레코더의 기록
※ 굵은 글씨는 대화이며, 기울임 꼴은 모국어 대화를 영어로 번역.
- 13:29:41: ATC(메단): Indonesia 152 traffic clear. Descend to 2,000 feet. (인도네시아 152 트래픽 클리어. 2000피트까지 하강합니다)
- 13:29:44: GA152 (부조종사): Descend to 2,000 feet. Indonesia 152. (2000피트까지 하강합니다. 인도네시아 152)
- 13:30:04: ATC (메단): Indonesia 152 turn right heading 046. report established localizer. (인도네시아 152 방위 046도로 오른쪽 선회하고 로컬라이저 보고하십시오.)
- 13:30:08: GA152 (부조종사): Turn right heading 040 [시크]. Indonesia 152 check established. (방위 040도로 오른쪽 선회. 인도네시아 152, 완료되면 보고)
- 13:30:13: GA152 (기장): Flaps 8. (플랩 8)
- 13:30:14: GA152 (부조종사): Speed check... flaps 8. (속도 체크... 플랩 8)
- 13:30:20: GA152 (기장): It's hot - yes? The cockpit is hot... Please have a look... The cockpit is hot! (덥구나... (에어컨의 설정을) 봐주고... 여기가 더워!)

(여기서 기장은 좌선회 실시. 부조종사는 에어컨의 설정을 완료한 후 기체가 왼쪽 선회하고 있다는 것을 알게 된다.)
- 13:30:33: GA152 (부조종사): Turn... turn right! (오른쪽 선회입니다!)
- 13:30:35: GA152 (기장): Indonesia 152 confirm turning left or turning right heading 046? (인도네시아 152입니다. 방위 046도로 왼쪽 선회인지 오른쪽 선회인지 확인해주십시오.)
- 13:30:39: ATC (메단): Turning right sir. (오른쪽 선회입니다)
- 13:30:40: GA152 (부조종사): Sorry Capt. (죄송합니다, 기장님)
- 13:30:41: GA152 (기장): Roger 152. (인도네시아 152, 알겠습니다.)
- 13:30:43: GA152 (부조종사): Sorry Capt. (죄송합니다, 기장님)
- 13:30:44: GA152 (부조종사): It's already cold. (에어컨을 설정했습니다)

(GA152은 오른쪽 선회하기 시작하지만, 그때까지 왼쪽 선회하고 있었다는 것을 메단 관제 레이더에서 확인합니다.)
- 13:30:51: ATC (메단) : 152 confirm you are making turning left now? (인도네시아 152 지금 왼쪽 선회하고 있습니까?)
- 13:30:56: GA152 (기장) : We are... turning right now (지금은 오른쪽 선회 중입니다)
- 13:31:05: ATC (메단) : 152... OK. continue left turn now. (인도네시아 152, 지금 왼쪽으로 선회하십시오)
- 13:31:09: GA152 (기장) : confirm turning left? We are starting turning right now. (왼쪽 선회입니까? 지금 오른쪽 선회를 시작하고 있습니다)
- 13:31:13: ATC (메단): Aduh! OK, OK. (아... 알겠습니다.)
- 13:31:13: GA152 (부조종사): Just turn right Capt. (오른쪽 선회합니다, 기장님)

(이 혼란 사이에 고도가 1500 피트 부근까지 하강한 것을 부조종사가 깨달음)
- 13:31:27: GA152 (부조종사): Err... descend! (아... 강하하고 있습니다!)
- 13:31:29: GA152 (기장): Eh...? Maaf... (어... 미안!)
- 13:31:31: ATC (메단): Indonesia 152 continue turn right heading 015. (인도네시아 152는 방위 015도로 오른쪽 선회를 계속하십시오)
- 13:31:32: (기체가 수목과 접촉하는 소리)
- 13:31:33: (경고음 "PULL UP PULL UP" 두 조종사에게)
- 13:31:34-13:31:36: (두 조종사 소리)
- 13:31:37: (CVR 녹화 종료)

## 영상화
- 항공사고수사대! : 항공기 사고의 진실과 진상 제 15시즌 5화 "Lethal Turn"

## 같이 보기
- 중국국제항공 129편 추락 사고
- 대한항공 801편 추락 사고
- 타이항공 311편 추락 사고
- 아메리칸 항공 965편 추락 사고